# Noctua zambelii
Noctua zambelii là một loài bướm đêm trong họ Noctuidae.